# 雷瓦伊·约瑟夫
雷瓦伊·约瑟夫（匈牙利語：Révai József；1898年10月12日—1959年8月4日），犹太人，是匈牙利共产党中央政治局委员、中央副总书记，匈牙利国民文化和教育部长、中央主席团副主席，四人集团成员之一。

## 生平
1898年，出生于匈牙利布达佩斯的犹太裔家庭。1917年，参与创建科希策共产主义小组。1918年，加入匈牙利共产党。1919年，匈牙利苏维埃共和国覆灭，流亡奥地利维也纳。1920年，任《无产阶级》周刊编辑，1921年，任《红色报》编辑。
1925年，参加了匈牙利共产党第一次代表大会，任大会秘书处成员。1926年，为党中央委员会候补委员。1928年，布达佩斯建立地下党组织进行革命活动。1930年，在布达佩斯被逮捕，判处三年徒刑。1934年，流亡布拉格、后赴苏联。
1937年，为共产国际执行委员会委员，赴捷克斯洛伐克，领导《匈牙利世界工人日报》的工作。1939年，德国占领捷克斯洛伐克后，流亡波兰、瑞典和苏联。二战期间，任职莫斯科科苏特广播电台。1944年，参与制定了新的党纲。11月，随苏联红军返回匈牙利组建匈牙利共产党临时中央委员会。
1945年，任《匈牙利南部的塞格德》、匈共中央机关报《自由人民报》总编辑。5月，为党中央委员、中央政治局委员。1947年，任国民议会外交事务委员会主席，率领匈牙利共产党代表团参加了在波兰什克拉尔斯卡-波伦巴召开的欧洲九国共产党和工人党情报局第一次会议。1948年，匈牙利共产党第四次代表大会上当选为中央委员、中央政治局委员。1949年，任政府文化和教育部部长，将“日丹诺夫主义”做为匈牙利文化生活的指导原则。1950年，任匈牙利劳动人民党中央委员会副总书记。
1951年，匈牙利共产党第五次代表大会上当选为中央政治局委员、中央书记处书记。1953年，匈牙利劳动人民党中央全会揭露和批评了左倾错误路线，被解除政治局委员、书记处书记和国家文化和教育部长职务。1953年，任匈牙利人民共和国主席团副主席。1956年，匈牙利事件，赴苏联。1957年，回国。1959年，逝世。

## 作品
- 《十一字诗》（1919年）
- 《绍博·埃尔文在匈牙利工人运动中》（1931年）
- 《马克思和匈牙利革命》（1932年）
- 《马克思主义和匈牙利》（1946年）
- 《马克思主义和民粹主义》（1946年）
- 《厄岱》（1949年）
- 《我们的自由生活》（1949年）
- 《文化革命问题》（1952年）
- 《文学研究选集》（1960年）
- 《历史著作选集》（1966年）